# لند لیز
لند لیز (انگلیسی: Lend Lease) شرکت املاک استرالیایی است، که در سال ۱۹۵۳ تأسیس شد.